# Геофизическая гидродинамика
Геофизическая гидродинамика, Астрофизическая гидродинамика — раздел гидродинамики, сконцентрированный на исследовании явлений и физических механизмов, действующих в естественных крупномасштабных турбулентных течениях жидкой или газовой сплошной среды на вращающихся объектах.

## Предмет
Общие проблемы:
- Гидродинамическая неустойчивость.
- Теория турбулентности.

 К геофизической гидродинамике относится :
- Динамическая метеорология — дисциплина, исследующая физические механизмы крупномасштабных движений в атмосфере Земли.
- Физическая океанология — дисциплина, исследующая физические механизмы крупномасштабных движений в морях и океанах.
- Теория климата — дисциплина, исследующая физические механизмы изменений климата.
- Геофизика, Геодинамика — в части изучения циркуляции в жидком ядре планеты, и, связанных с ней, движений континентов; изучения происхождения и периодических обращений планетарного магнитного поля.
- Планетология — в части изучения особенностей циркуляции в атмосферах планет.

К астрофизической гидродинамике относится:
- Исследование механизмов конвекции и общей циркуляции на Солнце и в других вращающихся звёздах.
- Исследование механизмов, управляющих движением газовых компонент во вращающихся галактиках.
- Аккреционные диски в тесных двойных системах, в ядрах галактик, протопланетных газо-пылевых облаках.
- Релятивистские струйные течения (Джеты).
- Исследование механизма происхождения магнитного поля и его переменности в астрофизических объектах.
- Гидродинамические эффекты в космологии, в том числе происхождение вращения (турбулентности) во Вселенной.

Все эти, казалось бы, далёкие друг от друга области наук, объединены подобными физическими механизмами, приводящими в движение общую циркуляцию турбулентной стратифицированной жидкости или газа, (в том числе электропроводящей), во вращающихся объектах.

## Цели исследования
Главная практическая цель исследований в области геофизической гидродинамики — создание эффективного метода численного прогноза погоды на разные сроки, создание теории климата, метода предсказания опасных явлений погоды, разработка метода прогнозирования изменений геомагнитного поля.
Исследования в области астрофизики имеют исключительную познавательную ценность, стимулирующие успехи в других областях астрономии и физики, формирующие современное мировоззрение.

## Методы исследования
Поставленные задачи исследуются методами теоретической физики путём моделирования явлений системой дифференциальных уравнений гидродинамики, (магнитной гидродинамики), (релятивистской гидродинамики), термодинамики, с учётом достижений теории турбулентности (статистической гидромеханики), оптики сплошных сред, ядерной физики, математической физики. Математическая модель явления, в некоторых упрощённых случаях, поддаётся математическому анализу. В большинстве случаев, результат может быть получен только путём численного моделирования. Численное решение задач геофизической (астрофизической) гидродинамики, в том числе численный прогноз погоды, относится к самым сложным задачам вычислительной математики.
Основой геофизической гидродинамики являются уравнения движения вязкой жидкости Навье-Стокса, уравнение теплопроводности. После осреднения уравнений согласно методу Рейнольдса, они становятся применимыми к турбулентному состоянию. К фундаментальным принципам геофизической гидродинамики относятся также уравнение вихря, уравнение потенциального вихря.
Источником данных для построения физических моделей в геофизической гидродинамике являются наблюдения за общей циркуляцией и отдельными явлениями в атмосфере Земли, в мировом океане, в атмосферах других планет и спутников планет, а также специальные натурные (в том числе и экспедиционные) исследования. Некоторые явления геофизической гидродинамики (цикл индекса или «васцилляция») удаётся смоделировать в лабораторных экспериментах. Наблюдательная астрономия (в радио, оптическом, рентгеновском и гамма) диапазонах поставляет данные для астрофизической гидродинамики.
Разные разделы геоастрофизической гидродинамики обогащают друг друга идеями, основанными на аналогии физических механизмов. Например, модель строения и динамики Солнца в значительной мере опирается на результаты, достигнутые в динамической метеорологии. Тоже можно сказать и о теории дисковой аккреции, в которой аналогия между явлением цикла индекса с переменностью рентгеновских звёзд и активизацией ядер галактик оказалась плодотворной.

## Прикладные задачи
Достижения геофизической гидродинамики используются для решения различных прикладных задач. Прикладные задачи в геофизической гидродинамики решают прикладная метеорология, гидрология, океанология, глобальная экология.

## Отраслевые периодические издания
Geophysical, Astrophysical Fluid Dynamics. Gordon and Breach Science Publications Inc.